# 윌마르 호르단
윌마르 호르단 힐(스페인어: Wilmar Jordán Gil, 1990년 10월 17일 ~ )은 콜롬비아의 프로 축구 선수로, 포지션은 공격수이다. 현재 카테고리아 프리메라 A의 엔비가도에서 활약하고 있다. 2011년부터 2013년까지 경남 FC와 성남 일화에서 활약하였다. K리그 시절 등록명은 조르단이다.

## 클럽 경력
2010년부터 2011년까지 베네수엘라의 모나가스에서 뛰었다. 특히 2011시즌에는 33경기에서 19골을 넣었다.
2011년 7월 1일 K리그의 경남으로 이적하였으며 2013년엔 성남 일화에서 잠시 활약하였다.
2013년 여름 불가리아 1부 리그 A PFG의 리텍스 로베치로 이적하여 2013-14 시즌 리그 득점왕을 차지하였다.